# Исикари (округ)
Исикари (яп. 石狩支庁 Исикари-ситё:) — округ в составе губернаторства Хоккайдо (Япония). Расположен в западной части острова. На октябрь 2005 года население округа составляло 2 310 001 человек. Официальная площадь округа — 3,539.8 км².
На территории округа имеется 6 городов. Административный центр — город Саппоро, также является административным центром губернаторства Хоккайдо. Национальный парк Сикоцу-Тоя расположен в южной части округа.
Саппоро имеет 2 аэропорта: Новый Титосэ (международный), расположен в городе Титосэ и Окадама (внутренний).

## История
- 1897 год, округ Саппоро
- 1922 год, переименован в округ Исикари
- 1996 год, город Хиросима становится городом Китахиросима

## Состав округа

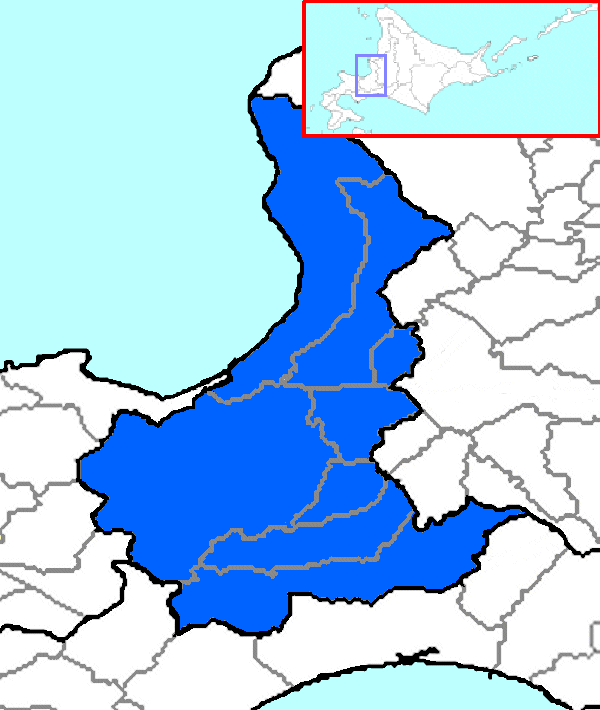
Округ Исикари

### Города
- Исикари
- Китахиросима
- Саппоро (административный центр округа и всей префектуры)
- Титосэ
- Эбецу
- Энива

### Города и деревни уездов
- Исикари
  - Синсиноцу
  - Тобецу